# Michał Borowski (1897–1968)
Michał Borowski (ur. 23 grudnia 1896?/4 stycznia 1897 w Petersburgu, zm. 21 lipca 1968 w Bytomiu) – komandor Polskiej Marynarki Wojennej, uczestnik obu wojen światowych.

## Życiorys

### Dzieciństwo i młodość
Michał Borowski urodził się jako syn Grzegorza i Jadwigi z Korwin-Szymanowskich. Jego ojciec był podpułkownikiem rosyjskiej Marynarki Wojennej, inżynierem-mechanikiem budującym maszyny okrętowe. Starszymi braćmi Michała byli Jan, późniejszy profesor architektury na Politechnice Gdańskiej oraz Wacław, późniejszy profesor ekonomii w Wyższej Szkole Handlu Morskiego w Gdyni.
Ukończył pięć klas Gimnazjum im. Maja w Petersburgu (1906–1911), a następnie został przyjęty do Korpusu Morskiego, gdzie ukończył szkołę średnią (1911–1914) i wyższą (1914–1916).

### Służba wojskowa w Rosji
Rozpoczął służbę w Marynarce Wojennej Imperium Rosyjskiego 15 września 1914. Po ukończeniu studiów w Korpusie Morskim 27 lipca 1916 został okrętowym gardemarinem, a 30 lipca tego roku otrzymał awans na stopień miczmana. Służył we Flocie Bałtyckiej na stawiaczu min „Narowa” jako komendant kompanii, oficer artylerii i rewizor. Po rewolucji październikowej Borowski był jednym z trzech delegatów załogi do miejscowej rady delegatów robotniczych i żołnierskich. Do maja 1918 był drugim pomocnikiem dowódcy okrętu, a następnie uzyskał zwolnienie z marynarki i nielegalnie przedostał się do Polski.

### Służba wojskowa w II Rzeczypospolitej
W 1918 rozpoczął studia na Wydziale Budowy Maszyn Politechniki Warszawskiej. Jednak od marca 1919 służył w Wojsku Polskim, gdzie został zweryfikowany 11 marca w stopniu porucznika marynarki. Został skierowany do obsady portu wojennego Modlin. W wojnie bolszewickiej walczył jako dowódca 1 kompanii II batalionu Pułku Morskiego. Po zakończeniu walk pełnił obowiązki dowódcy II batalionu Pułku Morskiego (w październiku i grudniu 1920). 22 czerwca 1921 został odznaczony Krzyżem Walecznych za męstwo podczas walk na froncie.
12 lutego 1921 otrzymał awans na stopień kapitana marynarki. Od 1 marca 1921 do października 1922 dowodził trałowcem „Mewa”. Od 15 września 1922 był wykładowcą nauk morskich oraz nawigacji, locji i meteorologii w Oficerskiej Szkole marynarki Wojennej w Toruniu.
Od 1 czerwca 1924 do 1 września 1925 dowodził torpedowcem „Mazur”, następnie od lipca 1925 do 1926 kanonierką „General Haller”, a od 26 kwietnia 1926 do 2 sierpnia 1928 torpedowcem „Ślązak”.
Od października 1929 do lipca 1930 był szkolony w zakresie broni podwodnej we francuskiej École des Officiers torpilleurs, a następnie pracował na różnych stanowiskach w Kierownictwie Marynarki Wojennej w Warszawie. Tam zastał go wybuch II wojny światowej. Od 1 stycznia 1931 nosił stopień komandora podporucznika.
5 września 1939 wraz z personelem Kierownictwa Marynarki Wojennej pod komendą kontradmirała Xawerego Czernickiego do Pińska, a następnie Brodów. Został aresztowany przez Armię Czerwoną, a listopadzie 1939 przedostał się przez Litwę do Francji.
W okresie międzywojennym został odznaczony Krzyżem Walecznych, Złotym i Srebrnym Krzyżem Zasługi, Medalem Dziesięciolecia Odzyskanej Niepodległości, Medalem Pamiątkowym za Wojnę 1918–1921 oraz Srebrnym i Brązowym Medalem za Długoletnią Służbę.

### Służba w Polskich Siłach Zbrojnych
Borowski zgłosił się do Kierownictwa Marynarki Wojennej w Paryżu 15 grudnia 1939. 7 stycznia 1940 otrzymał przydział jako komendant wojskowy na „SS Warszawa”, który przewoził polskich uchodźców, a także służył jako transportowiec wojskowy; kapitanem „Warszawy” był wówczas Tadeusz Meissner. M.in. woził wówczas uzupełnienia dla Samodzielnej Brygady Strzelców Karpackich walczącej pod Tobrukiem, a także pływał w konwojach. Pełnił funkcję komendanta wojskowego „Warszawy” do 2 września 1941. W lipcu tego roku wniósł o obniżenie mu stopnia wojskowego, by mógł służyć na okręcie wojennym. 21 sierpnia tego roku obniżono mu stopień do kapitana marynarki, a od 3 września był oficerem broni podwodnej na niszczycielu „Garland”, a od 28 lutego 1942 do 31 maja tego roku p.o. zastępcy dowódcy. Brał na nim udział w walkach na Morzu Śródziemnym oraz w konwojach. Podczas eskorty konwoju PQ-16 w maju 1942 został poważnie ranny w lewe oko i w brzuch. Przebywał w szpitalu w Murmańsku, a następnie w Wielkiej Brytanii.
Swoje wspomnienia z tego okresu opisał w książce Od Tobruku do Murmańska wydanej w 1966 przez Instytut Wydawniczy „Pax”.
1 czerwca 1942 został mu przywrócony stopień komandora podporucznika. 14 września tego roku otrzymał po raz drugi Krzyż Walecznych za męstwo okazane w maju w akcjach w obronie konwoju PQ-16. Po zakończeniu rekonwalescencji był kierownikiem Bazy Zaopatrzenia w Devonport od 15 września 1942 do 11 stycznia 1943, a następnie pełnił różne funkcje w Kierownictwie Marynarki Wojennej. 3 maja 1942 został awansowany do stopnia komandora porucznika. 22 czerwca 1947 powrócił do Polski.
Podczas służby w Polskich Siłach Zbrojnych na Zachodzie otrzymał Krzyż Walecznych, Medal Morski z pojedynczym okuciem, a także odznaczenia brytyjskie: 1939–1945 Star, Africa Star, Atlantic Star i Defence Medal.

### Służba w powojennej Polsce
Po powrocie do kraju kmdr por. Michał Borowski zgłosił się do służby wojskowej i 27 września 1947 został powołany. jego stopień został zweryfikowany 8 października 1947 ze starszeństwem od 3 maja 1943. Od 2 października 1947 do 16 stycznia 1949 był komendantem Szkoły Specjalistów Morskich w Ustce. Od 16 stycznia do 12 grudnia był kierownikiem Zakładów Broni Podwodnej w Gdyni, a od 13 grudnia 1949 do 22 września 1950 p.o. szefa broni podwodnej Marynarki Wojennej. 22 września 1950 został przeniesiony w stan spoczynku z uwagi na stan zdrowia.

### Ostatnie lata
Od 1950 do 1952 pracował w Wojewódzkich Zakładach Handlu Obuwiem w Gdańsku. W czerwcu 1952 został przymusowo wysiedlony z powodów politycznych z Gdyni, stracił wówczas pracę i mieszkanie. Był zmuszony zamieszkać u córki w Bytomiu. Pracował w księgarni w Katowicach. Od 1958 przebywał na rencie. 9 września 1966 został awansowany na stopień komandora w stanie spoczynku. W 1967 został odznaczony radzieckim Orderem Czerwonej Gwiazdy, a w 1968 Krzyżem Kawalerskim Orderu Odrodzenia Polski
Zmarł 22 lipca 1968 w Bytomiu i tam został pochowany. 12 lutego 1998 staraniem córki jego prochy zostały przeniesione na Cmentarz Marynarki Wojennej w Gdyni.

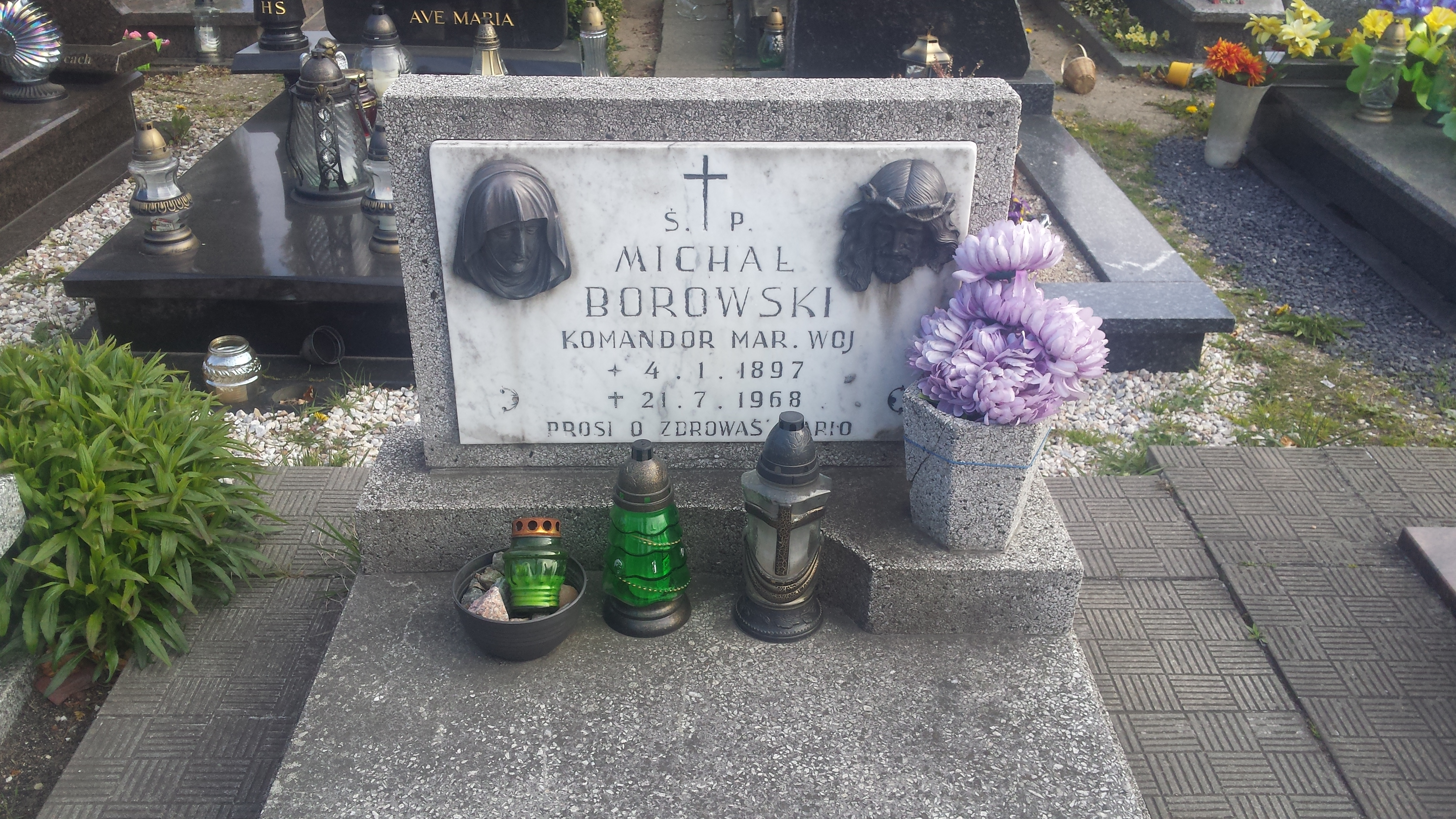
Grób kmdra Michała Borowskiego na Cmentarzu Marynarki Wojennej w Gdyni

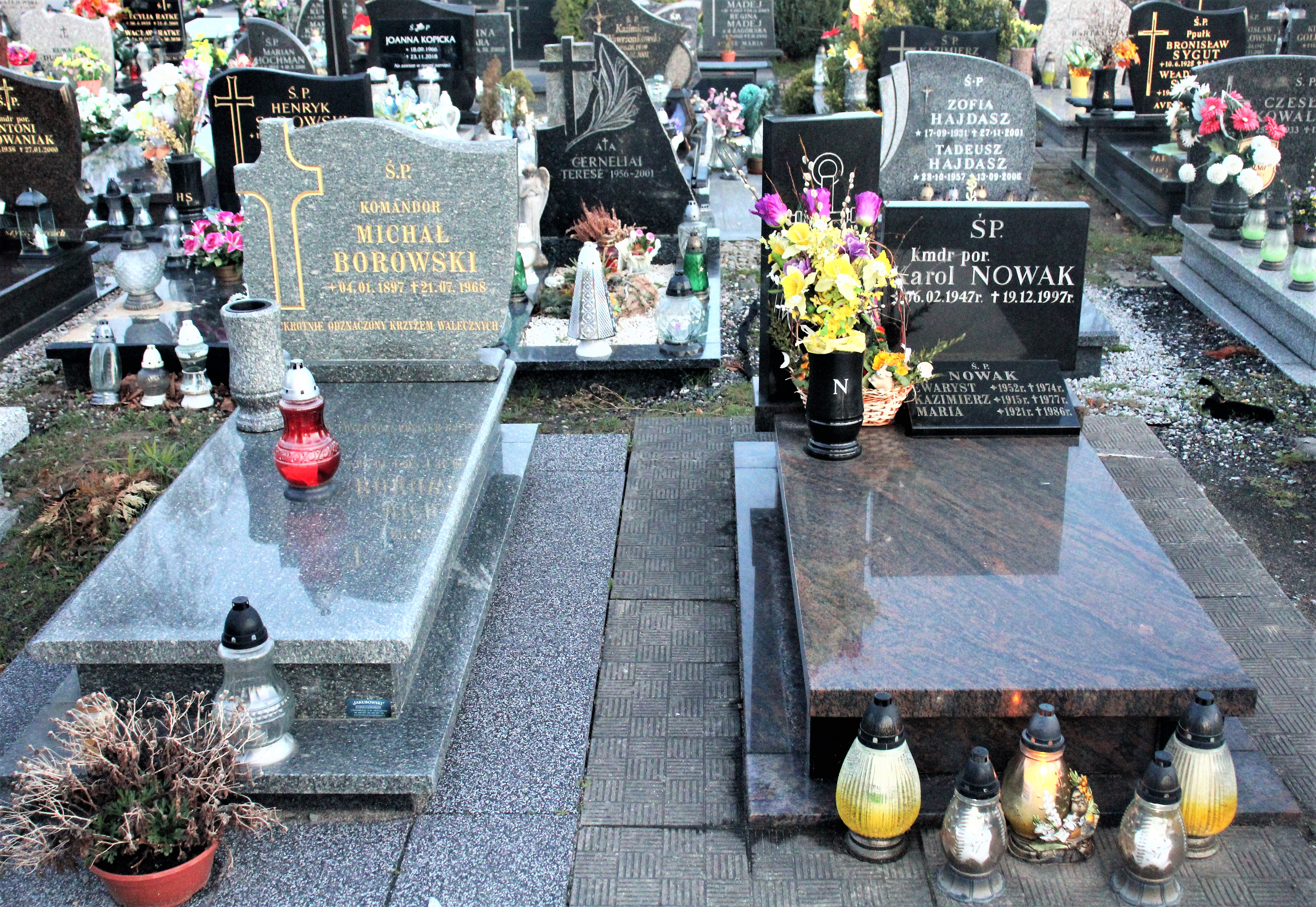
Ten sam grób po zmianie nagrobka (po lewej)

Publikacje i relacje Michała Borowskiego zostały wydane w 2007 jako jego Wspomnienia przez Muzeum Marynarki Wojennej w Gdyni.

### Awanse
- porucznik marynarki – 11 marca 1919
- kapitan marynarki – 12 lutego 1921
- komandor podporucznik – 1 stycznia 1931
- komandor porucznik – 3 maja 1943
- komandor (w stanie spoczynku) – 9 września 1966

## Ordery i odznaczenia
- Krzyż Kawalerski Orderu Odrodzenia Polski (1968)
- Krzyż Walecznych (dwukrotnie)
- Medal Morski
- Złoty Krzyż Zasługi (25 maja 1939)[10]
- Srebrny Krzyż Zasługi (10 listopada 1928)[11]
- Medal Pamiątkowy za Wojnę 1918–1921
- Medal Dziesięciolecia Odzyskanej Niepodległości
- Srebrny Medal za Długoletnią Służbę
- Brązowy Medal za Długoletnią Służbę
- Order Czerwonej Gwiazdy (ZSRR, 1967)
- Gwiazda za Wojnę 1939–1945 (Wielka Brytania)
- Gwiazda Afryki (Wielka Brytania)
- Gwiazda Atlantyku (Wielka Brytania)
- Medal Obrony (Wielka Brytania)